# Desmocerus palliatus
Desmocerus palliatus es una especie de coleóptero crisomeloideo de la familia Cerambycidae. Es originaria de los Estados Unidos y Canadá.

## Ecología
Se alimenta de Sambucus nigra L. y Sambucus canadensis L. 

## Sinonimia
- Desmocerus blandus (Fabricius, 1775)
- Calopus blandus Fabricius, 1775
- Cerambyx palliatus Forster, 1771
- Desmocerus cyaneus (Fabricius) Audinet-Serville, 1834
- Desmocerus elongatus Bland, 1862
- Stenocorus cyaneus Fabricius, 1775